# Piercia
Piercia is een geslacht van vlinders van de familie spanners (Geometridae), uit de onderfamilie Larentiinae.

## Soorten
- P. albifilata Prout, 1938
- P. albivirgulata Fletcher D. S., 1958
- P. alpinaria Krüger, 2005
- P. ansorgei (Bethune-Baker, 1913)
- P. artifex (Prout L.B., 1925)
- P. bamendana Herbulot, 1974
- P. bipartaria Leech, 1897
- P. bryophilaria (Warren, 1903)
- P. cidariata (Guenée, 1858)
- P. ciliata Janse, 1933
- P. cognata Fletcher D. S., 1958
- P. chlorostola (Hampson, 1909)
- P. deceptata Fletcher D. S., 1958
- P. detracta Herbulot, 1988
- P. dibola Prout L.B., 1935
- P. distinctata Walker, 1862
- P. divergens Butler, 1889
- P. dryas (Prout L.B., 1915)
- P. edwardsi Fletcher D. S., 1958
- P. emmeles (Prout L.B., 1922)
- P. eviscerata Warren, 1914
- P. excisa Herbulot, 1974
- P. fumataria Leech, 1897
- P. fumitacta (Warren, 1903)
- P. hargreavesi Prout L.B., 1935
- P. imbrata Guenée, 1858
- P. jacksoni Fletcher D. S., 1956
- P. kennedyi Fletcher D. S., 1958
- P. kuehnei Karisch, 2008
- P. leptophyes Prout L.B., 1935
- P. leptoyphes Prout, 1935
- P. lichenaria Fletcher D. S., 1958
- P. lichenocosmia Krüger, 2005
- P. lightfooti (Prout L.B., 1925)
- P. lypra Prout, 1938
- P. manengouba Herbulot, 1974
- P. mononyssa Prout, 1926
- P. myopteryx Prout L.B., 1935

- P. nimipunctata Janse, 1933
- P. occidentalis Herbulot, 1954
- P. olivata Janse, 1933
- P. pallidifascia Karisch, 2008
- P. perizomoides (Prout L.B., 1916)
- P. petraria Krüger, 2005
- P. prasinaria (Warren, 1901)
- P. respondens (Prout L.B., 1922)
- P. rufimaculata Fletcher D. S., 1958
- P. serena Herbulot, 1990
- P. smaragdinata (Walker, 1862)
- P. spatiosata (Walker, 1862)
- P. squamata Herbulot, 1974
- P. stevensi Prout, 1928
- P. suavata Fletcher D. S., 1958
- P. subconcava Prout L.B., 1935
- P. subrecta Herbulot, 1974
- P. subrufaria (Warren, 1903)
- P. subterlimbata (Prout L.B., 1917)
- P. subtrunca Prout, 1932
- P. subtruncata (Prout L.B., 1932)
- P. viettei Herbulot, 1954
- P. vittata Janse, 1933
- P. yui Inoue, 1970
- P. zoarces Prout, 1938
- P. zukwalensis Debauche, 1937